# Октябрська сільська рада (Зміїногорський район)
Октя́брська сільська рада (рос. Октябрьский сельский совет) — сільське поселення у складі Зміїногорського району Алтайського краю Росії.
Адміністративний центр — селище Октябрський.

## Населення
Населення — 953 особи (2019; 1247 в 2010, 1689 у 2002).

## Склад
До складу сільської ради входять:
| Населений пункт      | Населення, осіб (2002) | Населення, осіб (2010) |
| -------------------- | ---------------------- | ---------------------- |
| Андрієвський, селище | 10                     | 2                      |
| Локоток, селище      | 206                    | 145                    |
| Октябрський, селище  | 1004                   | 798                    |
| Отрада, селище       | 219                    | 155                    |
| Тушканіха, селище    | 250                    | 147                    |